# Route européenne 7
Pour les articles homonymes, voir E7 et Route 7.
Ne doit pas être confondu avec la route européenne 007, située en Asie centrale.
La route européenne 7 est une route dont le point de départ se situe au niveau de Langon, en Gironde, plus précisément sur l'échangeur autoroutier A62/A65.
Elle passe  ensuite par le tunnel routier du Somport et se termine à Saragosse en Espagne. Cet axe routier a reçu de nombreuses aides de l'Europe, surtout côté espagnol. Le projet a fait l'objet de quelques contestations.

## Tracé

### France
En France, la route E7 emprunte les itinéraires suivants :
| (Auto)route | Tracé                   | Villes traversées   | Routes européennes croisées |
| ----------- | ----------------------- | ------------------- | --------------------------- |
| A 65        | Entre Langon et Pau     |                     | à Langon à Pau              |
| A 64        | Pau                     |                     | Tronc commun                |
| N 134       | Entre Pau et le Somport | Oloron-Sainte-Marie |                             |

### Espagne
En Espagne, la route E7 emprunte les itinéraires suivants :
| (Auto)route | Tracé                       | Villes traversées | Routes européennes croisées |
| ----------- | --------------------------- | ----------------- | --------------------------- |
| N-330       | Du tunnel du Somport à Jaca |                   |                             |
|             | De Jaca à Saragosse         | Huesca            | à Saragosse                 |

## Galerie d'images

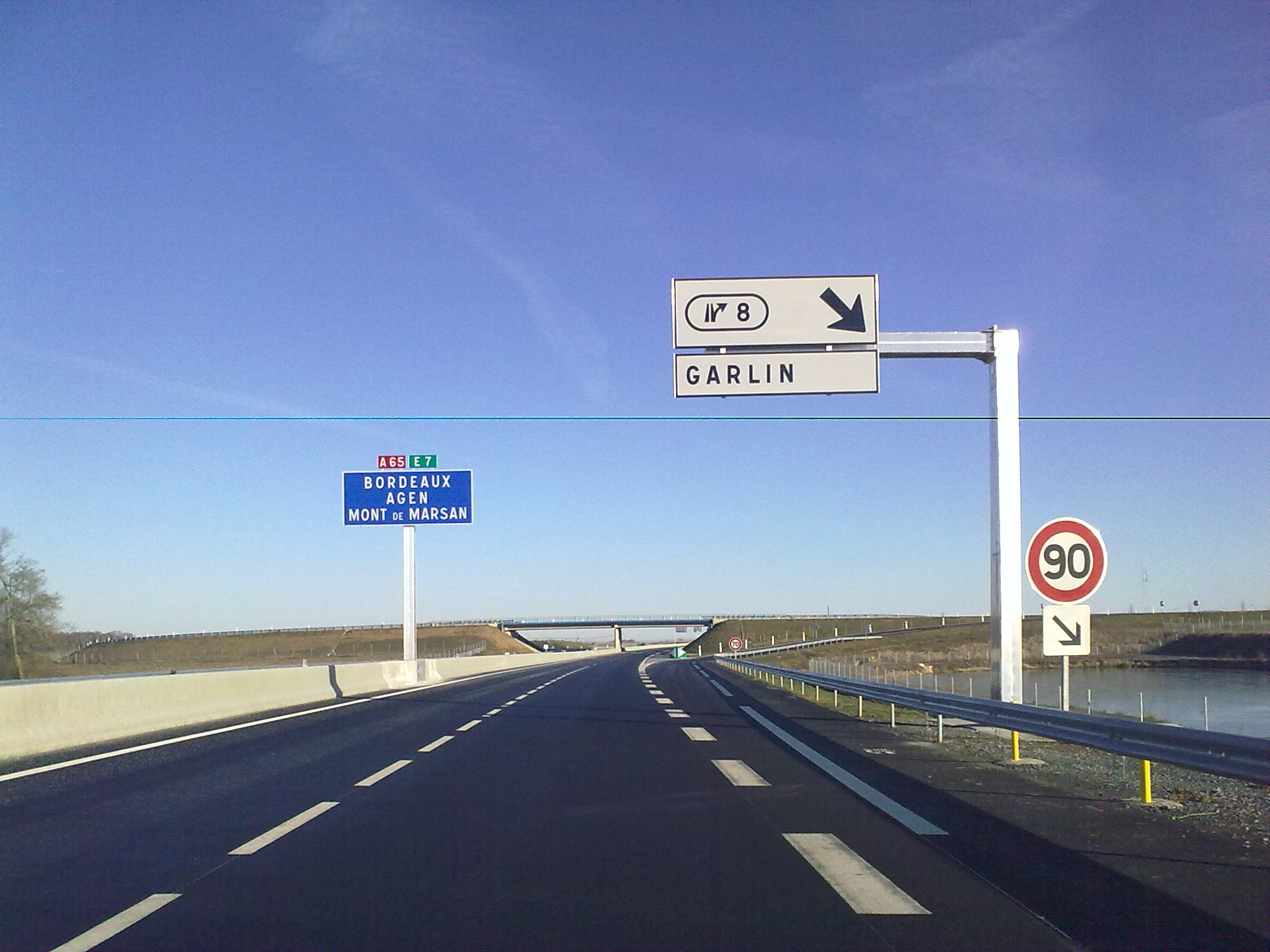
L'autoroute A65 près de Garlin.
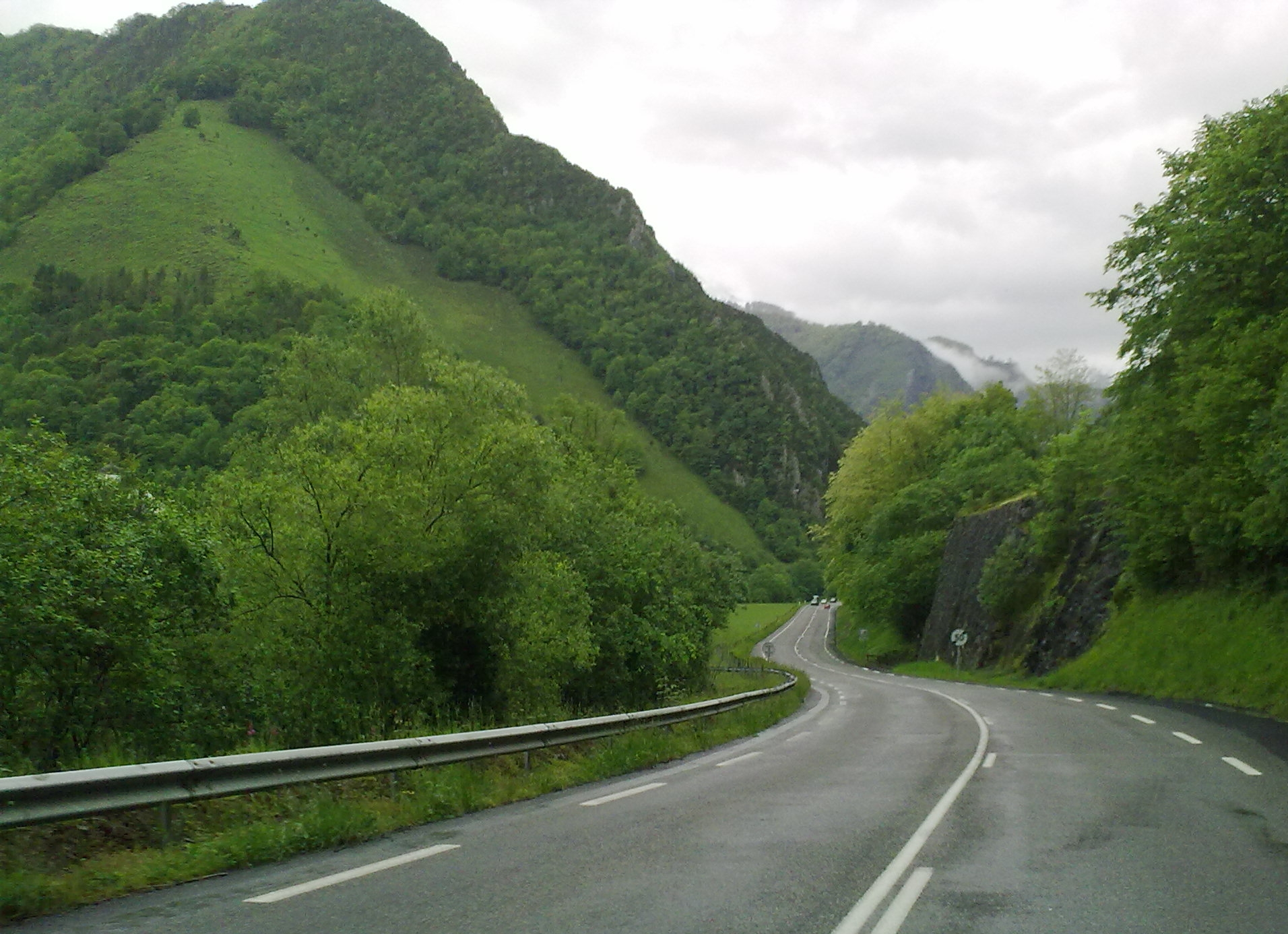
La E7 dans la vallée d'Aspe.
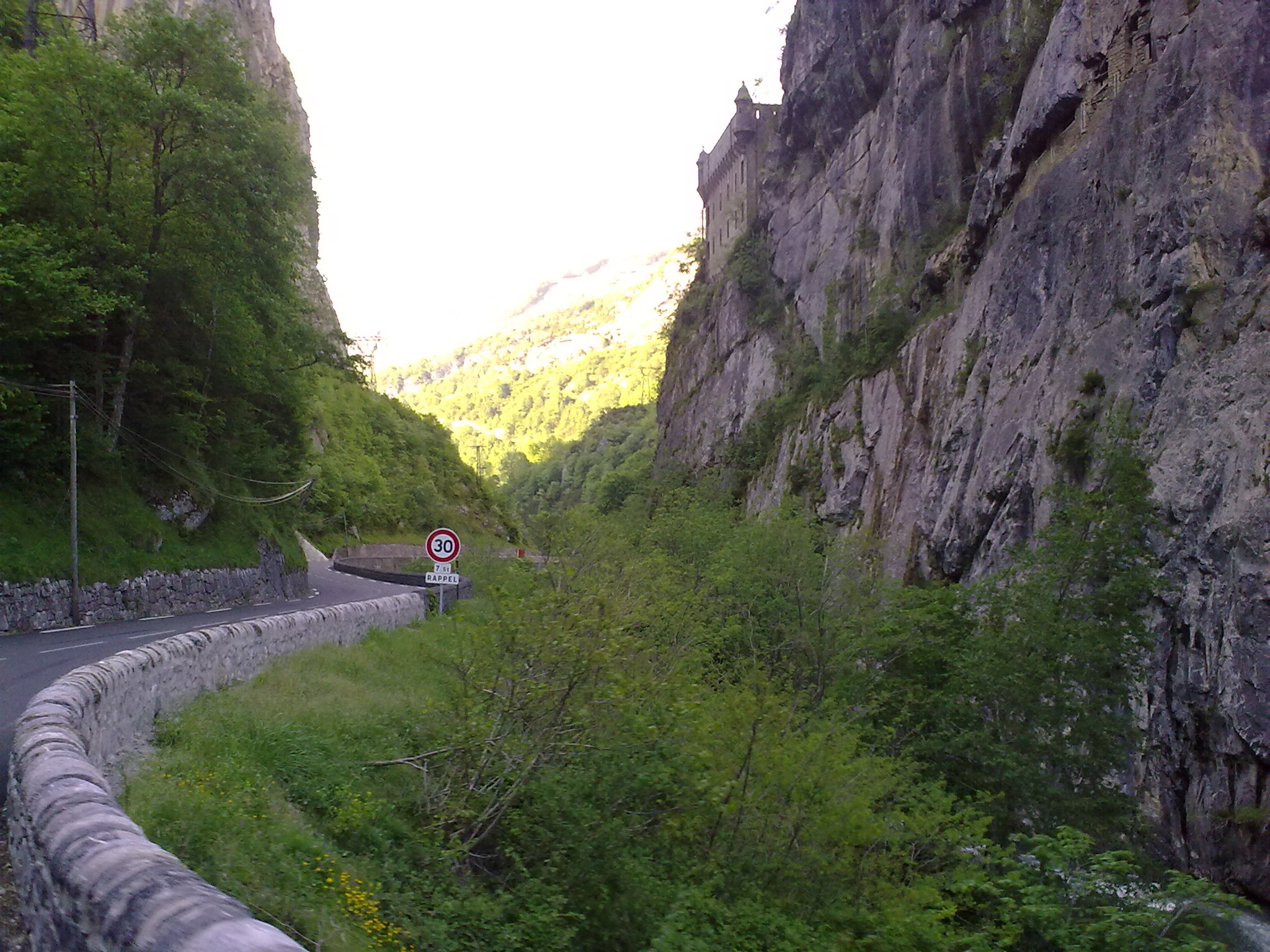
La E7 en vallée d'Aspe vers le Fort du Portalet.
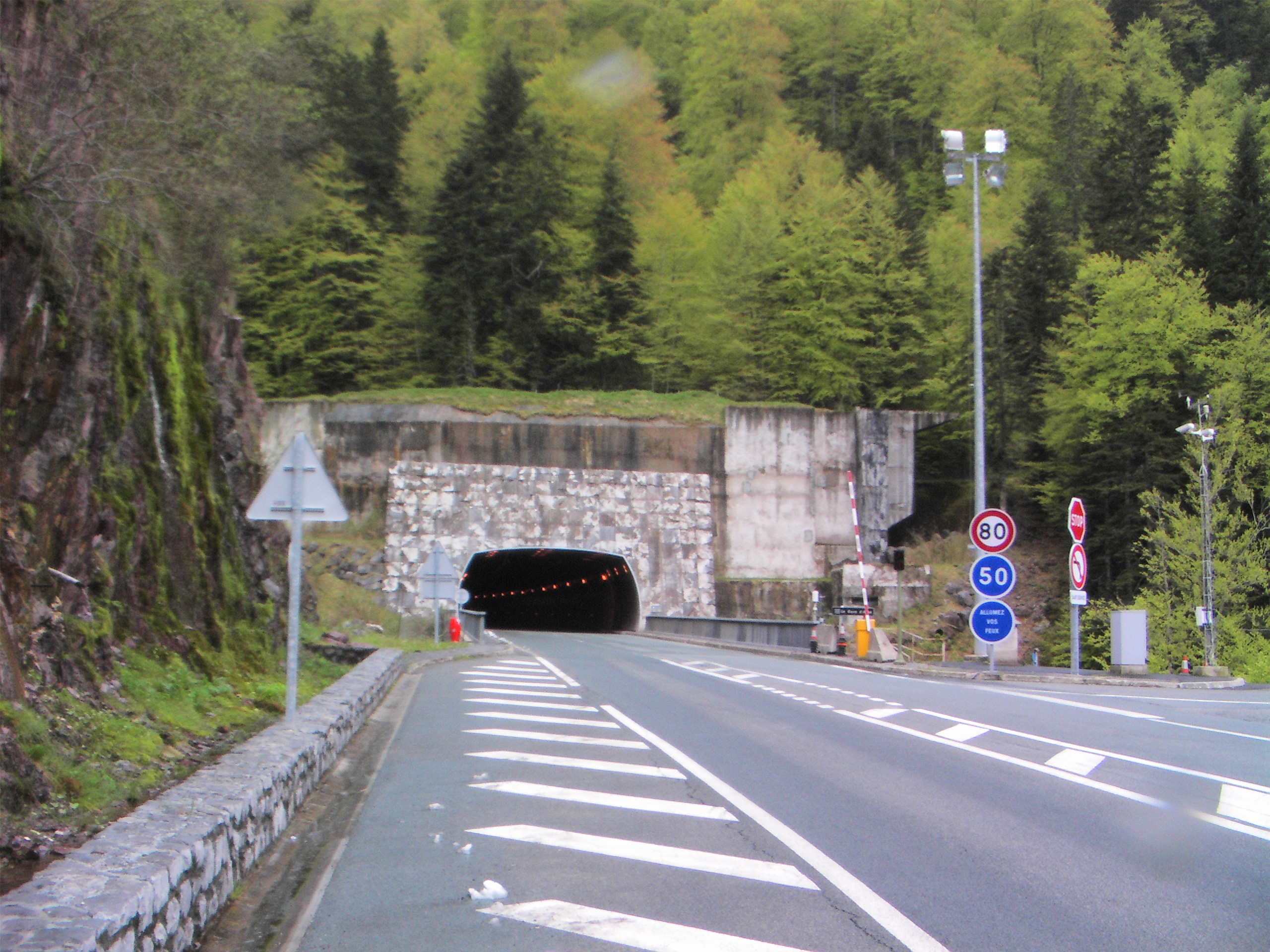
L'entrée du tunnel du Somport, côté français.
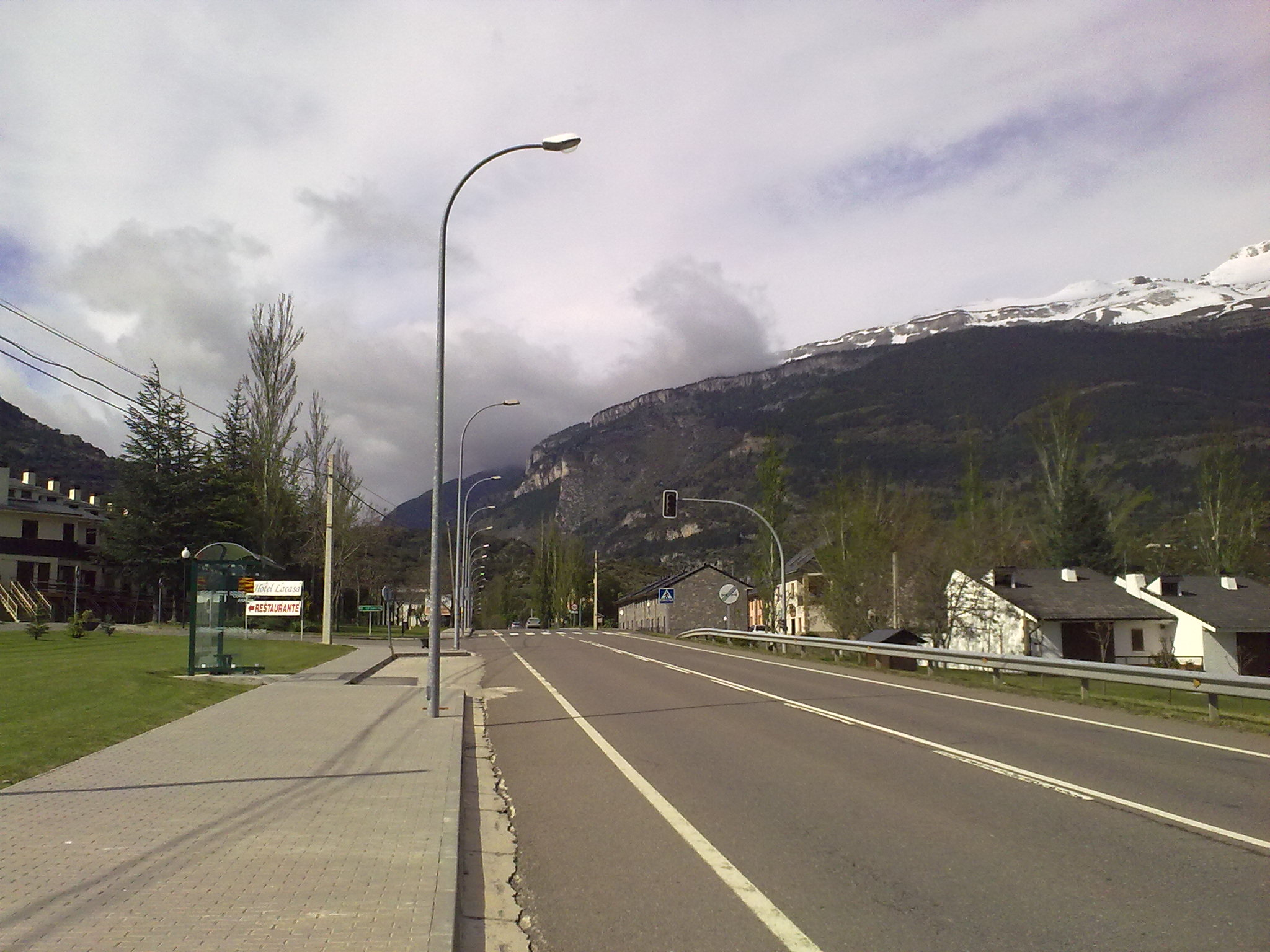
La E7 à Villanúa en Espagne.